# ずうとるびファースト
『ずうとるびファースト』は、ずうとるびのファーストアルバム。
1974年4月10日にエレックレコード 愛レーベルから発売された。

## 解説
- シングル「透明人間」でのデビューから僅か2ヶ月でリリースされた1stアルバム。
- 一部の楽曲はシングルカットされている。

## 収録曲

### A面
1. 透明人間
  - 作詞・作曲：山田隆夫
  - 1stシングル。
2. たった1人の友達
  - 作詞・作曲：佐藤公彦
3. 私が風なら
  - 作詞・作曲：山田隆夫
4. だめな男のブルース
  - 作詞・作曲：山田隆夫
5. 地震だ逃げろや逃げろ
  - 作詞・作曲：山田隆夫
6. 君と一緒に
  - 作詞・作曲：山田隆夫
7. 小さな船出
  - 作詞・作曲：山田隆夫

### B面
1. 春です
  - 作詞・作曲：山田隆夫、補作：佐藤公彦
  - 1stシングル「透明人間」のB面曲。
2. こずえちゃん
  - 作詞・作曲：山田隆夫、補作：佐藤公彦
  - 3rdシングル「みかん色の恋」のB面曲としてシングルカットされた。
3. 二人
  - 作詞・作曲：山田隆夫
4. 少年探偵団の唄
  - 作詞：壇上文雄、作曲：白木治信
5. おかあちゃん
  - 作詞・作曲：山田隆夫
  - 2ndシングル「恋のパピプペポ」のB面曲としてシングルカットされた。
6. 海にむかって
  - 作詞：今村良樹、作曲・補作：山田隆夫
7. はじめとおわり
  - 作詞・作曲：佐藤公彦
8. おやすみなさい
  - 作詞・作曲：山田隆夫

## 発売履歴
| 発売日        | レーベル               | 規格 | 規格品番   | 備考             |
| ------------- | ---------------------- | ---- | ---------- | ---------------- |
| 1974年4月10日 | エレックレコード       | LP   | AIL-2      |                  |
| 2006年4月26日 | エレックレコード / vap | CD   | VPCC-84536 | 紙ジャケット仕様 |